# 郝龍斌
郝龍斌（1952年8月22日—），原名郝海靖，中華民國政治人物，中國國民黨籍，籍贯江苏盐城，生於臺北縣士林鎮（今臺北市士林區），父親是前行政院院長、退役軍官郝柏村，曾加入新黨，後重返國民黨。曾任第3、4屆立法委員、新黨第8屆全國委員會召集人、游錫堃內閣行政院環境保護署署長、中華民國紅十字會秘書長、臺北市市長及中國國民黨副主席等職務。

## 早年
郝龍斌出生於臺北士林，是中華民國陸軍一級上將、前行政院院長郝柏村的長子。
郝龍斌1964年就讀於臺北縣立新店五峰初級中學（今新北市立五峰國民中學），後轉學嘉義中學初中部，1970年從臺北市立成功高級中學畢業，1971年重考入國立臺灣大學農業化學系，於1975年畢業。服完兵役後，到美國留學，1984年在麻薩諸塞大學阿默斯特分校獲得食品科技博士學位。
完成博士學位後，至國立臺灣大學食品科技研究所任教。

## 從政經歷
1994年加入新黨，並擔任黨職。1995年當選為第三屆立法委員。1998年，參與臺灣海峽兩岸和平統一促進會成立，為首任監事。1999年，當選為第四屆立法委員，隔年接任新黨全國委員會召集人。
2001年3月7日，出任陳水扁政府行政院環境保護署署長。上任首日，處理希腊籍貨輪阿瑪斯號貨輪油污事件。
2001年1月14日發生希臘籍「阿瑪斯號」貨輪於墾丁龍坑海域擱淺，嚴重影響周遭海域生態。時任環保署署長林俊義因處理過程延宕，於2月8日向行政院長張俊雄口頭請辭，郝龍斌於3月7日接下環保署長一職後成立油汙處理小組及求償小組，負責處理相關善後事宜。處理過程中環保署協調政府各級單位與民間機構共同辦理受污染區清理作業，總共動員國軍及民間37,843人次，清除油污917噸，清除潮間帶以上受污染礁岩面積達6,987平方公尺，並且負責相關污染求償、預防海洋污染制度的建立、相關機具設備採購、油污染範圍評估與遙測技術建立、及海洋污染應變訓練演習等多項事宜，同時在事發後一週年記者會上宣布將1月14日訂為「台灣海域受難日」，除了紀念台灣最寶貴的墾丁海域曾經在這一天遭到污染傷害之外，也希望能時時提醒國人和政府相關單位，保護國家海域免於污染的重要性。
2001年4月，表示禁止在水源保護區上游繼續養豬。
2001年6月，決定掃蕩二仁溪沿岸熔煉業者，執行拆除工作，因位於臺南縣市、高雄縣交界行水區及農業區的二仁溪違法熔煉廠長期以來造成該地區嚴重污染，污染情形包括熔煉時產生的空氣污染，粉碎淘選及廢五金回收酸洗作業中廢酸液隨意傾倒的水污染，廢棄灰渣棄置河岸的廢棄物污染及廢五金作業重金屬逕流沖蝕污染土壤。
2001年6月28日，郝龍斌在台南召開記者會，明確下達指示動員各相關單位，於90年6月底前，完成台南縣、市強制拆除二仁溪沿岸違法熔煉廠的任務。整起行動總共動員700名警力強制拆除位於臺南市二仁溪流域的熔煉業，在臺南市共計拆除57家的非法工廠，在拆除行動結束後，臺南市環保局持續配合嚴密監控與稽查，防止熔煉業者死灰復燃。隨著政府實際作為，三十年來的空氣污染終於得到舒緩，二仁溪下游污染也大幅削減，進一步改善二仁溪河川水質，生態亦隨之日趨豐富。
2002年4月，向阿瑪斯號油輪船東求償的工作取得階段性成果。中華民國政府獲得了「油汙清除處理費用」6,138萬3,129元（折合美元約2,046,104.3元，匯率以30換算。任內還處理過嘉義縣大林鎮焚化爐事件。推動限用塑膠袋政策。
2002年7月1日，郝龍斌推動限制使用塑膠袋政策，以及限制免洗餐具的政策，此政策推出之初雖在民間有正反兩極意見，但是更多的環保人士認為，如同先前騎機車戴安全帽一般，透過政策來改變民眾隨意浪費塑膠袋的習慣，將比單純的宣導更為有效，是一項非常值得支持的政策，更將此政策譽為是台灣近年來影響民眾最大的環境政策。開始之初陸續選了14個場域限制使用塑膠袋。2003年6月27日環保署公佈統計資料指出，推動此政策後，購物用塑膠袋之個數減量率約為80 %（重量減量率為62 %），若考量紙袋替代使用之情形，則整體購物袋之個數減量率為73%（重量減量率為45%）；在塑膠類免洗餐具部分，塑膠類免洗餐具個數減量率約為96 %（重量減量率為91 %），若考量紙製免洗餐具替代使用之情形，則整體免洗餐具之個數減量率為27%（重量減量率為18%）。至2023年，此政策成功將購物用塑膠袋從200億個降至90億餘個。。
長期以來，坪林地區居民均不斷向中央爭取於坪林設置交流道，帶動地方經濟發展，但2001年、2003年兩次環評審查結論均建議基於水源保護的理由，不應該開放坪林交流道。由於行政院傾向開放坪林交流道之立場與環保署不同調，郝龍斌於2003年9月13日招開記者會指出，環保署基於維護大台北地區四百萬人飲用水安全的立場，認為坪林交流道一旦開放，勢將帶來遊客、車輛出入，以及應運而生的餐廳、民宿、露營區等污染。
2003年10月6日，郝龍斌因堅持坪林交流道不該開放，辭去環保署長一職。
2004年4月15日，任中華民國紅十字會總會秘書長。

## 臺北市市長

### 第一任期

#### 第四屆臺北市長選舉
2006年1月宣佈重回中國國民黨，代表國民黨參選臺北市市長。12月9日以692,085票，對上民主進步黨候選人、前行政院院長謝長廷525,869票，當選第十三屆臺北市市長。郝龍斌向父親郝柏村說：「報告總長，我把山頭打下來了」，將花獻給郝柏村並擁抱。12月25日，宣誓就職臺北市第四任直轄市市長。

#### 任內政績
活化淡水河

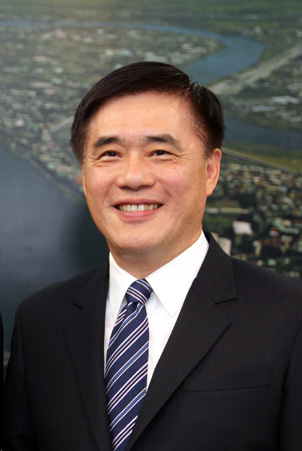
時任臺北市市長郝龍斌

郝龍斌自2006年底上任後，為活化淡水河，推動淡水河清水行動，營造視覺親水、嗅覺親水之親水生活化環境，於2007年2月成立「臺北市政府活化淡水河系推動委員會」，推動各項相關工作。
污水下水道接管工程自2006年開始，臺北市每年均編列預算提高污水下水道接管率，根據統計2010年台北市污水下水道接管數已達到65萬8,841戶，與2006年相比，累計增加10萬6,251戶，普及率為99.07%（門牌用戶接管率62.02%），為全國之冠。整體而言，郝龍斌上任後至今，每年用戶總接管數為歷任市長（陳水扁、馬英九、柯文哲）中最高。。
而台北市污水下水道接管率在2012年主幹管、次幹管及分管網完成率分別高達100%、97.13%及86.22%，全市累計用戶接管數達76萬戶，接管率達70.37%，為全國第一。
改善水質
規劃將臺北市用戶接管收集之污水,皆納入迪化、內湖及八里等3座污水處理廠處理，2012年平均每日污水處理量高達174萬2千餘噸；至於非點源污染或尚未接管而排入雨水下水道之污水，則以晴天污水截流或現地處理等方式消減污染，淡水河本流水質達30年以來最佳。
根據行政院環境保護署2012年統計，針對淡水河流域生態調查結果，淡水河魚種自1986年約56種，成長至2012年的87種，顯示淡水河系魚類群聚多樣性顯著增加。
規劃不同特色之河濱主題園區
臺北市政府於2008年至2011年即致力打造公館水岸主題園區，推辦多項景觀改造工程、建置跨堤觀景平台、人行及自行車引道，陸續規劃建置以生態、溼地、人文、歷史、愛情、花海、婚紗、親水等多種特色為主題之河濱公園6大主題園區。
另為提升河濱公園景觀及增加民眾使用度，不僅於河濱公園規劃花海工程，增添豐富視覺饗宴，更建置總長111公里之自行車路網，並設置10處自行車租借站，提供優質租借服務。2011年及2012年完成於大佳河濱公園、古亭及馬場町、河雙21號河濱公園、迎風河濱公園、福和河濱公園、彩虹河濱公園（麥帥一橋右岸）、敦煌碼頭及道南河濱 公園等處設置花海景觀工程。
接收台北小巨蛋
東森集團以不實財務文件、圍標取得小巨蛋經營權且經營不善違反「政府採購法」及「市有財產委託經營管理自治條例」第十六條，台北市政府於2007年8月22日上午強制接管。後續訴訟高等法院認為東森巨蛋未依約完成主館、副館LED看板等相關工程，違約屬實並判賠東森巨蛋應給付包括修繕費用、違約金、權利金等1億7千多萬元。而台北市長郝龍斌指示市府接管小巨蛋一年內會將其妥善經營、多元使用。郝龍斌市府接手後，台北小巨蛋成為台北市重要的多功能場館，並舉辦多項國際型和國內重要活動，其中包含：第17-34屆金曲獎頒獎典禮、第43-44屆金馬獎頒獎典禮、2009、2013 NBA台北賽、中華民國第十二任總統副總統就職典禮、張學友、小賈斯汀、五月天、蘇打綠演唱會。
舉辦2010年臺北國際花卉博覽會
2010臺北國際花卉博覽會，簡稱臺北花博、臺北國際花博，為2010年11月6日至2011年4月25日間於台北市舉行的國際園藝博覽會。
臺北花博會為第一次獲得國際授權舉辦的世界級博覽會，花博公園整合圓山、美術與新生三大園區為當地留下高達91.5公頃的公園綠地，為台北市大安森林公園的3.5倍，並以「彩花、流水、新視界」為主題規劃出夢想主題館與未來主題館。此次花博總預算為95.1億(其中6.6億用於未來營運費用)，遠低於過往花博舉辦預算(1990日本大阪:1138.78億、2004日本靜岡:143億、2011西安:520億)，且新建鑽石級綠建築展館，包含台北夢想館、遠東環生方舟。此外，此次花博亦活化周邊建築，包含中山足球場及林安泰古厝。林安泰古厝於花博前整修為花茶殿，並於開幕期間舉辦「花．裳」大秀，復古與時尚激盪出新意。中山足球場因位於台北松山機場航道下有頻繁的噪音干擾，長年無法舉辦足球賽而閒置，花博會期間改裝成爭艷館推廣世界各地的花卉技術及環保意識和相關科技應用的概念。爭艷館於花博結束後舉辦多項展覽，包含台灣國際觀光旅遊展、Petit Fancy 亞洲動漫創作展、2024台北國際插畫博覽會等。
但臺北花博於11月6日開幕後，每日均吸引3－4萬人參觀，而在五都選舉投票日當天，參觀人數更是突破100萬人，問卷滿意度高達九成，而在1111人力銀行所作的「花都開好了？！下班賞花趣」調查中也顯示，已看過花博受訪者平均打73.2分，高於還沒去看的人評分68.8分，使臺北花博成為選情「止跌回升」的關鍵
最終臺北市長選舉郝龍斌大勝對手蘇貞昌17萬票，輿論普遍認為臺北花博的舉辦成功功不可沒，最終累計896萬參觀人次，創造430億經濟效益。讓AIPH主席Dr. Faber稱讚：台北花博為花博定下標準，未來十年很難超越，是50年以來最好的一次。。
首創路平專案
2009年開始實施，至2014年底更新超過280條路、長度約420公里，相當於基隆到屏東的距離。路平專案包括改善路基、調降人孔蓋高度和重新配置管線，並人孔蓋裝上晶片並用電腦編號再埋進路面，改善道路的平整程度；未來需要打開時，能偵測晶片尋找正確位置。專案實施6年內，市區內共調降4萬3千個人孔蓋，汰換154公里長的自來水管線，讓臺北市漏水情況大幅度減低，也讓用水品質提升，更有世界一流的道路。。此政策從台北市發起後，各縣市開始實施，包括高雄市、基隆市、桃園市。
首創1999臺北市民當家熱線
郝龍斌自2006年底上任後將原臺北市政府總機電話1999改為統一市政咨詢服務窗口，服務內容包含諮詢、轉接、申訴、派工等事宜，提供民眾單一市政服務的管道。
此服務上任一年後，服務量已超過175萬通，平均每月處理14餘萬通，約5.35秒就有專人接聽，平均通話時間約2分鐘。根據台北市研考會調查，1999臺北市民當家熱線是臺北市長郝龍斌上任以來，市民滿意度最高的一項施政措施，而此政策更吸引全台灣各縣市政府仿效。
舉辦2009年臺北聽障奧運
第21屆「2009年臺北聽障奧林匹克運動會」於2009年9月5日至15日在臺北市舉辦，這是臺北市舉辦過最大型的國際運動賽事，共有5大洲91個國家、3,894人參與，也是臺灣至2009年為止，爭取到層級最高、規模最大的國際賽事，在賽事結束後，國際聽障體育總會會長艾蒙絲博士則給予此次聽障奧運很高的評價，於致詞時表示：臺北聽奧很完美，未來的城市將難以超越。
根據統計此次聽障奧運臺北市政府總共動員志工、幕後工作人員總人數超過2萬人，遠超過國際聽障體育總會要求志工人數至少達到每2位選手配1位志工的門檻。據他國的參賽選手及隊職員表示，此次臺北聽障奧運規模志工的效率超好，平均每個問題不到5分鐘就能解決，這是他們過去參加聽障奧運比賽時不曾見過的效率，根據臺北市觀光局統計，此次聽障奧運共帶來超過10億元經濟效益。

### 第二任期

#### 第五屆臺北市長選舉
2010年代表中國國民黨以797,865票，對上民主進步黨候選人、前行政院院長蘇貞昌628,129票，以領先近17萬票之差距成功連任第十四屆臺北市市長。

#### 任內政績
爭取辦理世大運於台北舉行
2011年11月29日在其所在地比利時布魯塞爾先後聽取2個申辦城市的總簡報後，隨即召開內部會議討論與投票表決，同時選出2017年夏季與冬季世大運主辦城市。臺北方面由時任臺北市市長郝龍斌領軍，及行政院體育委員會主任委員戴遐齡在內的41人申辦團參與爭取而來
2011年由雙北市政府郝龍斌市長及朱立倫市長任內協議決定，由新北市主辦聖誕、臺北市主辦跨年，以避免互搶人潮及分散效益。由於新板特區所在位置有極為便利的四鐵共構交通樞紐，加上擁有都會中心難得的大型廣場以及周邊民間投資形塑的商圈效應，為此定型化的活動帶來洶湧人潮，形成特定時節的標誌性活動
臺北上海城市論壇
自2010年起開始每年舉辦的台北和上海兩市官員對話交流的論壇，第一屆在台北晶華酒店舉行，此後每屆論壇由上海和台北兩地輪流舉辦，雙方會派遣一級行政首長率領的交流團參與論壇。雙城論壇於郝龍斌任內創造豐碩的成果，上海世博和台北花博期間，透過公務員駐點學習、互相協助、交換經驗、彼此合作，造就了「雙城雙博，共創雙贏」。如今上海的垃圾分類和資源回收就是台北環保經驗的傳承、台北的1999變成了上海的「12345有事找政府」、台北市松山文創園區「整舊如舊」則是受到上海新天地開發的啟發，雙城交流更促成台灣運動員到上海移地訓練。。交通方面，2010年6月14日實現松山與虹橋的直航，2019年，該航線旅客吞吐量68.47萬人次，與開通時的56.65萬人次相比，增長了20.86%。雙城論壇亦是2016後兩岸唯一官方交流平台。
臺北市公共自行車租賃系統正式啟用
所謂的臺北市公共自行車租賃系統即是大家熟知的 YouBike，此政策靈感來自於郝龍斌訪問巴黎時，發現當地的道路並不寬，交通繁忙也不輸臺北，公共自行車卻能夠很成功，而興起「巴黎能，臺北也能」的壯志。
最早於2009年3月11日開始示範營運，最初僅在信義計畫區周邊設置11個站點及500台腳踏車。一開始，臺北市民對於自行車陌生，許多人並不看好， YouBike設站地點也遭許多社區或國小反對，前三年甚至虧損高達5,000萬元。但在臺北市政府的持續推廣與前民眾逐漸開始改變交通習慣，YouBike於2012年11月30日正式營運，在正式啓用時，YouBike微笑單車已經發出超過13萬張會員卡，累計的租賃次數超過100萬。
Youbike正式營運後，臺北市政府推出前30分鐘免費體驗等優惠，成功讓臺北市民眾逐漸養成輔助通勤的習慣。（此優惠於2015年4月1日遭新任臺北市長柯文哲取消，取消後4月份使用人數立即大幅下降20%，與2014年初水準相當並持續至2016年6月未回復刪除補貼前的使用人數）
自2014年11月20日，Youbike使用車次突破3,000萬，滿意度高達93%，平均每輛YouBike日周轉率逾12人次，並吸引上海、北京、首爾及東京等各國城市來台北取經學習。
興建公營住宅
2011年5月16日郝龍斌至臺北市議會進行「公營住宅、都市更新」專案報告，於報告中表示將推動「臺北市多元增加公營住宅行動計畫」，承諾在103年底「完工」或「規劃設計興建」只租不賣的公營住宅4,808戶。公營住宅特性為只租不賣，不會因為買賣影響房價波動，而承租資格限制為戶籍設於臺北市的20－45歲青年。
截至103年底，已完工之公營住宅如下：
1.大龍峒公營住宅（2011年10月18日受理租用申請，共115戶）。
2.敦煌公營住宅（2012年7月14日受理租用申請，共3戶）。
3.行天宮站公營住宅（2012年7月14日受理租用申請，共30戶）。
4.萬隆站公營住宅（2012年9月20日受理租用申請，共41戶）。
5.景文公營住宅（2013年11月8日受理租用申請，共計39戶）。
6.永平公營住宅（2014年7月3日受理租用申請，共51戶）。
截至103年底，已規劃設計興建的公營住宅包含：
1.老舊公有住宅更新改建安康社區改建公營住宅計畫（預計可提供約3,000戶公營住宅）。
2.台肥出租國宅改建計畫（預計可提供760戶公營住宅）。
3.松山寶清段基地及萬華青年段基地興建計畫（預計2處基地分別約可提供507戶及270戶公營住宅）。
4.原中興國小校地興建公營住宅及廣慈博愛院改建案（預計可提供1,000餘戶公營住宅）。
5.捷運聯合開發分回住宅（預計可分回330戶公營住宅）。
6.市有地參與都市更新分回住宅（預計可分回1,000餘戶公營住宅）。
7.民間融資提案模式(PFI)興辦營運公營住宅（預計興建約1,300戶之公營出租住宅）。
一年一條捷運路線通車
臺北市長郝龍斌於2009年拍攝廣告，承諾「一年一條捷運路線通車」，郝龍斌就任臺北市長八年期間，文湖線、蘆洲線、南港線東延段、信義線、松山線逐一完工，達成當年之承諾。
根據統計臺北捷運總長度由郝龍斌上任前的74.4公里增加為129.2公里，增加幅度達73.36%；捷運日運量由105萬人次增加到185萬人次，郝龍斌就任臺北市長期間捷運通車路段包括如下：
2008年12月25日，南港線東延段（昆陽站-南港站）通車
2009年7月4日，內湖線（中山國中站-南港展覽館站）通車
2010年11月3日，蘆洲線（蘆洲站-忠孝新生站）通車
2011年2月27日，南港線東延段（南港站-南港展覽館站）通車
2012年1月5日，新莊線（大橋頭站-輔大站）通車
2012年9月30日，新莊線（忠孝新生站-東門站-古亭站）通車
2013年6月29日，新莊線（輔大站-迴龍站）通車
2013年11月24日，信義線（中正紀念堂站-象山站）通車
2014年11月15日，松山線(西門站-松山車站)通車。
開辦「助你好孕」專案
臺北市政府從2010年5月開始，推出「助妳好孕」專案，其專案內容包含發放每胎2萬元生育獎金、給予5歲以下孩童每月2,500元育兒津貼、課後照顧擴大辦理、鼓勵企業辦理托兒設施、補助5歲幼兒入學等政策、一區一托嬰中心（2014年完工，為全國第一個達成此目標之城市），每年約投入30億元將臺北市打造成友善的生、養城市。
此政策至2014年5月累計受惠人次已經達到135萬1,065人次， 102年臺北市出生人數達2萬6,710人，比99年沒有實施「助妳好孕」前，出生人數1萬8,530人，增加8,180人，增加44.1％，100-102年連續三年，臺北市的出生率更為五都之首。
其他
- 堅持台灣古蹟的重要，反對拆掉歷史古蹟，成功結合時尚文創，與維護台灣古蹟文化兼具。
- 整頓台北大稻埕，雙連，赤峰街等老舊社區，讓臺北捷運「中山站」跟「雙連站」之間的一大區域，成為目前台北國際觀光客，及年輕人最愛逛的地區之一。
- 為殘障人士增加更多的殘障相關設施，如殘障步道，公車捷運增設殘障人士輪椅人員服務，及復康巴士等。
- 增加喜憨兒的弱勢族群從事簡單內容的工作機會，如加油站或雇用喜憨兒為市府咖啡廳服務生。

## 卸任之後

### 第九屆立法委員選舉
2015年7月10日，郝龍斌受訪時表示，為配合國民黨的選舉布局，爭取更多席次、提升士氣，將接受黨中央的規劃參選基隆市立法委員，但前提是要經過黨的提名程序為準，依黨的作業程序為主。
2015年7月19日，郝龍斌於正式領表參與黨內初選。7月27日初選結果出爐，郝龍斌以45.53％支持度，擊敗對手、市議員韓良圻獲得的33％、不分區立委徐少萍之子林沛祥的21.46％。郝以領先韓良圻12.53％差距勝出，正式成為國民黨基隆市立法委員候選人。
2016年1月16日，郝龍斌代表國民黨前往基隆參選立委失利，是他從政以來首次落選。

### 參選國民黨主席
2017年及2020年，郝龍斌皆宣布參選中國國民黨主席，皆落選。

## 選舉紀錄
| 年度 | 選舉屆數             | 選舉區               | 所屬政黨   | 得票數  | 得票率 | 當選標記 | 備註 |
| ---- | -------------------- | -------------------- | ---------- | ------- | ------ | -------- | ---- |
| 1995 | 第三屆立法委員選舉   | 臺北市第一選舉區     | 新黨       | 61,259  | 10.17% |          |      |
| 1998 | 第四屆立法委員選舉   | 臺北市第一選舉區     | 新黨       | 79,422  | 10.50% |          |      |
| 2006 | 第四屆臺北市市長選舉 | 臺北市               | 中國國民黨 | 692,085 | 53.81% |          |      |
| 2010 | 第五屆臺北市市長選舉 | 臺北市               | 中國國民黨 | 797,865 | 55.64% |          |      |
| 2016 | 第九屆立法委員選舉   | 基隆市立法委員選舉區 | 中國國民黨 | 68,632  | 36.15% |          |      |

## 個人生活
郝龍斌與國立臺灣大學農化系同班同學高閬仙結婚。高閬仙目前是陽明大學生命科學系教授、副校長。兩人育有二女（郝漢祥、郝漢禎）一男（郝漢明），各差九歲。郝龍斌曾於媒體強調對於小孩的教育只要求幾件事，第一，要有關懷社會的心；第二，有是非觀念，做規矩的人；第三，快樂生活。不迷信高學歷，三個孩子幾乎不補習，更重視孩子有正確的人生觀與正常生活習慣。

## 爭議
- 手機付費軟體猶豫期事件，於2011年在台灣發生的法律與商業事件。在台北市長郝龍斌任內，臺北市政府法規委員會於2011年參照中華民國《消費者保護法》，要求蘋果公司和Google修改相關的服務條款，以保障消費者依法在七日內退費之權利。這起事件造成Google從2011年6月27日起關閉了Android Market（Google Play）對台灣地區所有的付費軟體服務，直到2013年2月27日才開始逐步恢復。
- 文林苑都市更新爭議
- 中國國民黨副主席郝龍斌公開批評民進黨提出的前瞻計畫時表示：「在中南部做軌道運輸，根本毫無意義！」引起巨大爭議。涉貪立委徐永明在臉書表示，中國大陸政府施壓國際航空矮化台灣、軍機繞台挑釁，文攻武赫層出不窮。[46][47][48]

## 外部連結
- 郝龍斌的Facebook專頁粉絲團

| 中華民國政府職務 | 中華民國政府職務                                               | 中華民國政府職務 |
| ---------------- | -------------------------------------------------------------- | ---------------- |
| 行政院           |                                                                |                  |
| 前任： 林俊義    | 環境保護署署長 第六任 2001年3月7日－2003年10月6日              | 繼任： 張祖恩    |
| 臺北市政府       |                                                                |                  |
| 前任： 馬英九    | 臺北市市長 直轄市民選第四、五屆 2006年12月25日－2014年12月25日 | 繼任： 柯文哲    |